# Andreu Paleòleg
Andreu Paleòleg (grec medieval: Ἀνδρέας Παλαιολόγος, Andreas Paleologos; 17 de gener del 1453 - juny del 1502) fou el fill gran de Tomàs Paleòleg, dèspota de Morea, i nebot de Constantí XI Paleòleg, l'últim emperador romà d'Orient. En morir el seu pare el 1465, Andreu fou reconegut com a dèspota titular de Morea i, a partir del 1483, fou un pretendent al títol d'emperador de Constantinoble (en llatí: Imperator Constantinopolitanus).
El 1502, llegà els seus «drets» a Ferran II d'Aragó i Isabel I de Castella. Tanmateix, els Reis Catòlics no intentaren fer-los valdre en cap moment i fins i tot s'aliaren amb el soldà otomà Baiazet II contra Venècia.